# SMS Kaiser Karl VI
L’SMS Kaiser Karl VI fu un incrociatore corazzato della imperial regia Marina austro-ungarica, unico della sua classe, entrato in servizio nel 1900; attivo durante la prima guerra mondiale nel teatro del mar Adriatico, al termine del conflitto fu consegnato al Regno Unito come riparazione per i danni di guerra e fu avviato alla demolizione nel 1920.

## Il progetto
Nel corso degli anni 1890 la marina austro-ungarica iniziò a produrre degli incrociatori corazzati da aggiungere alla sua flotta, come unità di supporto in grado di compiere i ruoli prima affidati alle sole navi da battaglia. La prima unità di tale tipo, la Kaiserin und Königin Maria Theresia, fu costruito come versione ingrandita del precedente incrociatore protetto Kaiserin Elisabeth, con un più potente armamento principale e una corazzatura più spessa; la Kaiser Karl VI fu una versione derivata del Maria Theresia, con un dislocamento aumentato di circa 800 tonnellate, una velocità di un nodo e mezzo più elevata e una corazzatura ancora più consistente. La Kaiser Karl VI funse poi da modello per un ulteriore incrociatore corazzato, la Sankt Georg.

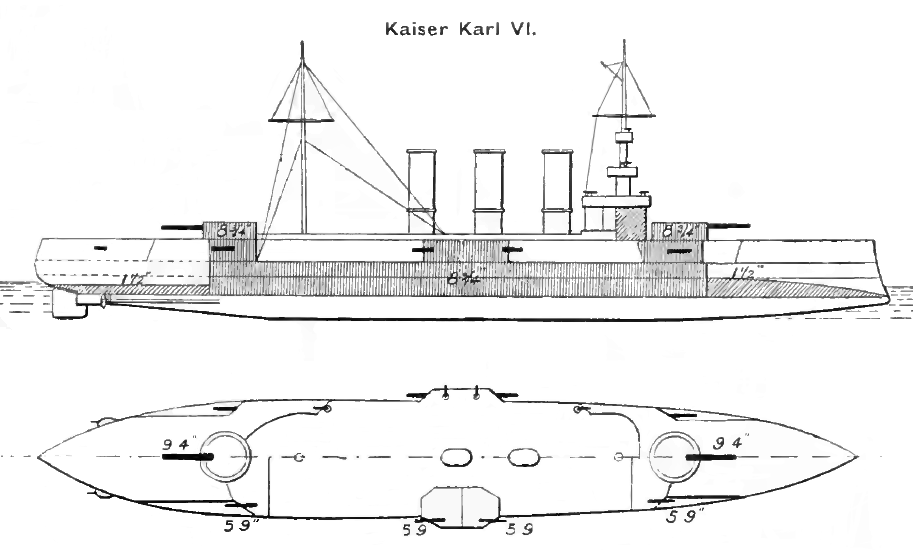
Schema dello scafo della Kaiser Karl VI tratto dal Brassey's Naval Annual 1915

La Kaiser Karl VI era lungo 117,9 metri alla linea di galleggiamento e 118,9 metri fuori tutto, la sua larghezza era di 17,27 metri e il pescaggio di 6,75 metri; il dislocamento standard era di 6.166 tonnellate, cifra che saliva a 6.864 tonnellate con la nave a pieno carico. L'equipaggio ammontava a 535 uomini tra marinai e ufficiali. La propulsione della nave era garantita da due motori a vapore a tripla espansione da quattro cilindri ciascuno, i quali azionavano due eliche ed erano alimentati da caldaie a tubi d'acqua di fabbricazione britannica della ditta Maudslay, Sons and Field. Alle prove l'apparato motore sviluppò una potenza di 12.000 ihp (8.900 kW) per una velocità di 20.83 nodi (38,58 km/h).
L'armamento principale dell'incrociatore verteva su due cannoni da 240 mm L/40 C/94 della Krupp, collocati in altrettante torri singole disposte lungo l'asse centrale della nave, una a prua e una a poppa; otto cannoni da 150 mm L/40 erano montati in casematte singole lungo il bordo dello scafo. L'armamento secondario anti-siluranti verteva su sedici cannoni da 47 mm L/44 della Škoda e due cannoni a tiro rapido da 47 mm L/33 della Hotchkiss; vi erano poi altre armi leggere come un paio di mitragliatrici da 8 mm e due cannoni da sbarco da 70 mm. L'incrociatore montava poi due tubi lanciasiluri da 450 mm, uno su ciascuna fiancata.
La cintura corazzata della nave presentava uno spessore di 220 mm nella porzione centrale a protezione dei locali macchine e dei depositi delle munizioni, riducendosi poi a 170 mm nelle sezioni meno vitali; l'incrociatore disponeva poi di un ponte corazzato spesso tra 40 e 60 mm. Le torrette dei cannoni disponevano di una blindatura spessa 200 mm sulla facciata, mentre le casematte dei cannoni da 150 mm erano protette da 80 mm di corazza; il torrione di comando infine presentava una corazzatura spessa 200 mm.

## Storia
Impostata il 1º giugno 1896 nei cantieri dello Stabilimento Tecnico Triestino di Trieste, la nave fu varata il 4 ottobre 1898 con il nome di Kaiser Karl VI in onore dell'imperatore del Sacro Romano Impero Carlo VI d'Asburgo; l'unità entrò poi in servizio il 23 maggio 1900. La Kaiser Karl VI fu aggregato fin da subito allo squadrone d'addestramento insieme alle tre navi da battaglia della classe Habsburg, alternandosi poi in questo incarico con l'incrociatore Sankt Georg quando questo entrò in servizio; dopo il completamento di ogni campagna addestrativa estiva, la nave veniva demobilitata e posta nella squadra di riserva, tenuto in uno stato di parziale prontezza operativa. L'incrociatore fu nave di bandiera del retroammiraglio Rodolfo Montecuccoli nel 1900 e del retroammiraglio G. Ritter von Brosch nel 1901. A metà del 1910 il Kaiser Karl VI condusse l'ultima crociera trans-atlantica di una nave da guerra austro-ungarica, visitando Brasile, Uruguay e Argentina e presenziando il 25 maggio a Buenos Aires alle cerimonie per il centenario dell'indipendenza dell'Argentina.

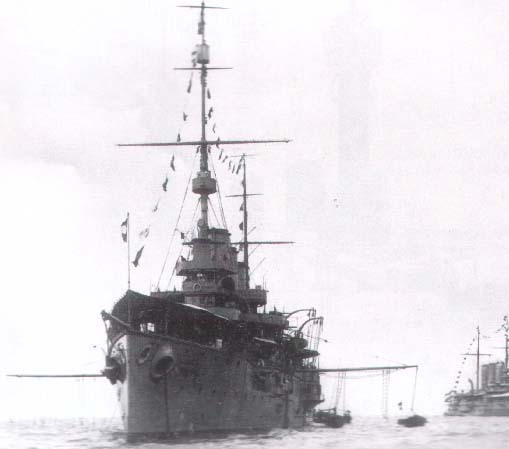
La nave vista di prua

Allo scoppio della prima guerra mondiale nell'agosto 1914 l'incrociatore fu attivato e assegnato alla squadra navale dell'ammiraglio Anton Haus operativa nel mare Adriatico, conducendo il 7 agosto una manovra offensiva per distrarre le forze navali britanniche nel Mediterraneo dall'inseguimento dell'incrociatore tedesco SMS Goeben e rientrando poi a Cattaro senza essere stato ingaggiato dal nemico. L'8 agosto seguente la Kaiser Karl VI impegnò il suo armamento principale in appoggio alle truppe di terra, impegnate a controbattere alle batterie di artiglieria montenegrine che sparavo su Cattaro dalla cima del Monte Lovćen, supportato nel tiro anche dalla ricognizione di alcuni idrovolanti; l'incrociatore fu poi impegnato in questo scopo fino a che le batterie nemiche non furono messe a tacere dall'intervento della nave da battaglia SMS Radetzky nell'ottobre seguente.
Con il completamento della mobilitazione austro-ungarica alla fine dell'agosto 1914, la Kaiser Karl VI fu assegnato alla Flottiglia incrociatori del viceammiraglio Paul Fiedler, di base a Cattaro; la squadra austro-ungarica fu intensamente impegnata, in particolare dopo l'entrata in guerra dell'Italia nel maggio 1915, contro le forze navali nemiche intente nel blocco del Canale d'Otranto, ma il grosso delle azioni furono portate a termine dalle unità più moderne e veloci come gli esploratori della classe Helgoland, e la vecchia e lenta Kaiser Karl VI rimase di fatto inutilizzato a Cattaro.
Lo stato di inattività degli equipaggi austro-ungarici, unito alla scarsità di viveri e dalle istanze nazionalistiche che pervadevano il multiforme impero, provocarono infine il 1º febbraio 1918 un vasto ammutinamento nella base di Cattaro, che coinvolse anche l'equipaggio della Kaiser Karl VI: gli ufficiali furono confinati nei loro alloggi e i marinai presentarono una loro lista di richieste al comando della flotta, tra cui anche alcuni punti molto politicizzati ispirati ai programmi della Russia bolscevica e alle proposte di pace del presidente statunitense Thomas Woodrow Wilson; più tardi però nel pomeriggio del 2 febbraio, visti i minacciosi provvedimenti presi dalle autorità della base, i marinai dell'incrociatore cessarono il loro ammutinamento e liberarono gli ufficiali. La mattina dopo gli ultimi ammutinati si arresero dopo l'arrivo a Cattaro di unità da guerra rimaste leali.
Dopo i fatti di Cattaro molte delle unità più obsolete della flotta austro-ungarica furono ritirate dal servizio attivo, sorte toccata anche alla Kaiser Karl VI; al termine della guerra, in base ai termini del trattato di Saint-Germain-en-Laye l'incrociatore fu ceduto al Regno Unito come riparazione per i danni i guerra: venduta a dei cantieri italiani, l'unità fu quindi avviata alla demolizione nel 1920.